# Snoge
For den specifikke art Natrix natrix, se snog.
Snoge (Colubridae, fra latinsk coluber, slange) er en taksonomisk familie af slanger. Denne brede klassifikation af slanger omfatter omkring totrejdedele af alle slangearter på jorden. De tidligste slangearter af denne slangefamilie kan dateres tilbage til oligocæn. Med 304 slægter og 1.938 arter,[kilde mangler] er snoge den største slangefamilie. Snogearter kan findes på alle kontinenter undtagen Antarktis.

## Beskrivelse
Selvom de fleste snoge ikke er giftige (eller har gift, som ikke er skadelig for mennesker) og for det meste er uskadelige, er der nogle få grupper, såsom slægten Boiga, der har bid, der kan være ubehagelig for mennesker, mens Dispholidus typus, Thelotornis og den asiatiske slægt Rhabdophis har forårsaget menneskedødsfald.

## Klassifikation
Snogene er ikke en monofyletisk gruppe, da mange er tættere beslægtede til andre grupper, såsom Elapidae, end hinanden.

Denne familie er blevet klassificeret som slangerne taksonomiske affaldsspand, da mange af underfamilierne heri, passer bedre ind andre steder.

Der håbes på at igangværende forskning kan udrede de rette taksonomiske relationer for denne gruppes underfamilier.
Underfamilie Boodontinae
- Bothrolycus
- Bothrophthalmus
- Buhoma (forsøgsvist placeret her)
- Chamaelycus
- Dendrolycus
- Dipsina
- Dromophis
- Duberria (forsøgsvist placeret her)
- Gonionotophis
- Grayia
- Hormonotus
- Lamprophis
- Lycodonomorphus
- Lycophidion
- Macroprotodon
- Mehelya
- Montaspis (forsøgsvist placeret her)
- Pseudaspis
- Pseudoboodon
- Pythonodipsas
- Scaphiophis

Underfamilie Calamariinae
- Calamaria
- Calamorhabdium
- Collorhabdium
- Etheridgeum
- Macrocalamus
- Pseudorabdion
- Rabdion

Underfamilie Colubrinae – nær 100 slægter
Underfamilie Dipsadinae
- Adelphicos
- Amastridium
- Atractus
- Calamodontophis (forsøgsvist placeret her)
- Carphophis (forsøgsvist placeret her)
- Chersodromus
- Coniophanes
- Contia (forsøgsvist placeret her)
- Crisantophis (forsøgsvist placeret her)
- Cryophis
- Diadophis (forsøgsvist placeret her)
- Diaphorolepsis (forsøgsvist placeret her)
- Dipsas
- Echinanthera (forsøgsvist placeret her)
- Emmochliophis (forsøgsvist placeret her)
- Enuliophis (forsøgsvist placeret her)
- Enulius (forsøgsvist placeret her)
- Eridiphas
- Geophis
- Gomesophis (forsøgsvist placeret her)
- Hydromorphus (forsøgsvist placeret her)
- Hypsiglena
- Imantodes
- Leptodeira
- Ninia
- Nothopsis (forsøgsvist placeret her)
- Pliocercus
- Pseudoleptodeira
- Pseudotomodon (forsøgsvist placeret her)
- Ptychophis (forsøgsvist placeret her)
- Rhadinaea
- Rhadinophanes (forsøgsvist placeret her)
- Sibon
- Sibynomorphus
- Synophis (forsøgsvist placeret her)
- Tachymenis (forsøgsvist placeret her)
- Taeniophallus (forsøgsvist placeret her)
- Tantalophis (forsøgsvist placeret her)
- Thamnodynastes (forsøgsvist placeret her)
- Tomodon (forsøgsvist placeret her)
- Tretanorhinus
- Trimetopon
- Tropidodipsas
- Urotheca
- Xenopholis (forsøgsvist placeret her)

Underfamilie Homalopsinae – omkring 10 slægter
Underfamilie Natricinae – omkring 30 slægter
- Xenochrophis

Underfamilie Pareatinae – tre slægter
Underfamilie Psammophiinae
- Hemirhagerrhis
- Malpolon
- Mimophis
- Psammophis
- Psammophylax
- Rhamphiophis

Underfamilie Pseudoxenodontinae
- Plagiopholis
- Pseudoxenodon

Underfamilie Pseudoxyrhophiinae – omkring 20 slægter
Underfamilie Xenodermatinae
- Achalinus
- Fimbrios
- Oxyrhabdium
- Stoliczkaia
- Xenodermus
- Xylophis

Underfamilie Xenodontinae – ca. 55-60 slægter
incertae sedis
- Blythia
- Cercaspis
- Cyclocorus
- Elapoidis
- Gongylosoma
- Haplocercus
- Helophis
- Myersophis
- Omoadiphas (for nylig opdaget)[kilde mangler]
- Oreocalamus
- Poecilopholis
- Rhabdops
- Tetralepis
- Thermophis
- Trachischium